# 春日部たすく
春日部 たすく（かすかべ たすく、本名：春日部 弼、1903年5月26日 - 1985年9月16日）は、日本の水彩画家。水彩連盟の創始者のひとりである。
福島県北会津郡高野村（現 会津若松市）生まれ。実父の春日部春二（春日部雪後）は裁判所長で俳人。
会津中学校（現・福島県立会津高等学校）を卒業。1924年に上京し、川端画学校洋画部で学ぶ。1928年、水彩画会展に入選。1929年、第10回帝展に水彩画「山湖」が初入選、日本水彩画会会員となる。1940年、小堀進、荒井直之助ら同志7人で「水彩連盟」を設立。これ以降、官展や日本水彩画会への出品を止め、戦後も水彩連盟および個展での発表を行った。
作風は風景画を得意とし、あざやかな色彩と情趣ある画情が特徴だった。